# Урядова дача (Нивки)
Урядо́ва да́ча на Ни́вках (дача Хрущова) — комплекс колишніх дачних споруд, зведених для партійного керівництва УРСР у 1935—1936 роках на території колишнього хутора Васильчики, теперішнього парку «Нивки», у Києві.
Будівлі перебувають в аварійному стані.

## Історія ділянки
У ХІХ сторіччі у районі сучасного парку «Нивки» розмістилась «Васильчиківська дача». Названа від імені її власника київського генерал-губернатора Іларіона Васильчикова. Це за його розпорядженням 30 липня 1859 року заарештували Тараса Шевченка. Дача займала площу в 55 десятин. На її території були ліс, ставки, сіножать, город і сад. Через неї протікала річка Сирець. Генерал збудував тут для себе двоповерховий панський маєток. Після його смерті вдова Катерина Олексіївна подарувала садибу Троїцькому Іонинському монастирю на Звіринці.
Близько 1922 року радянська влада націоналізувала маєток.

## Урядова дача

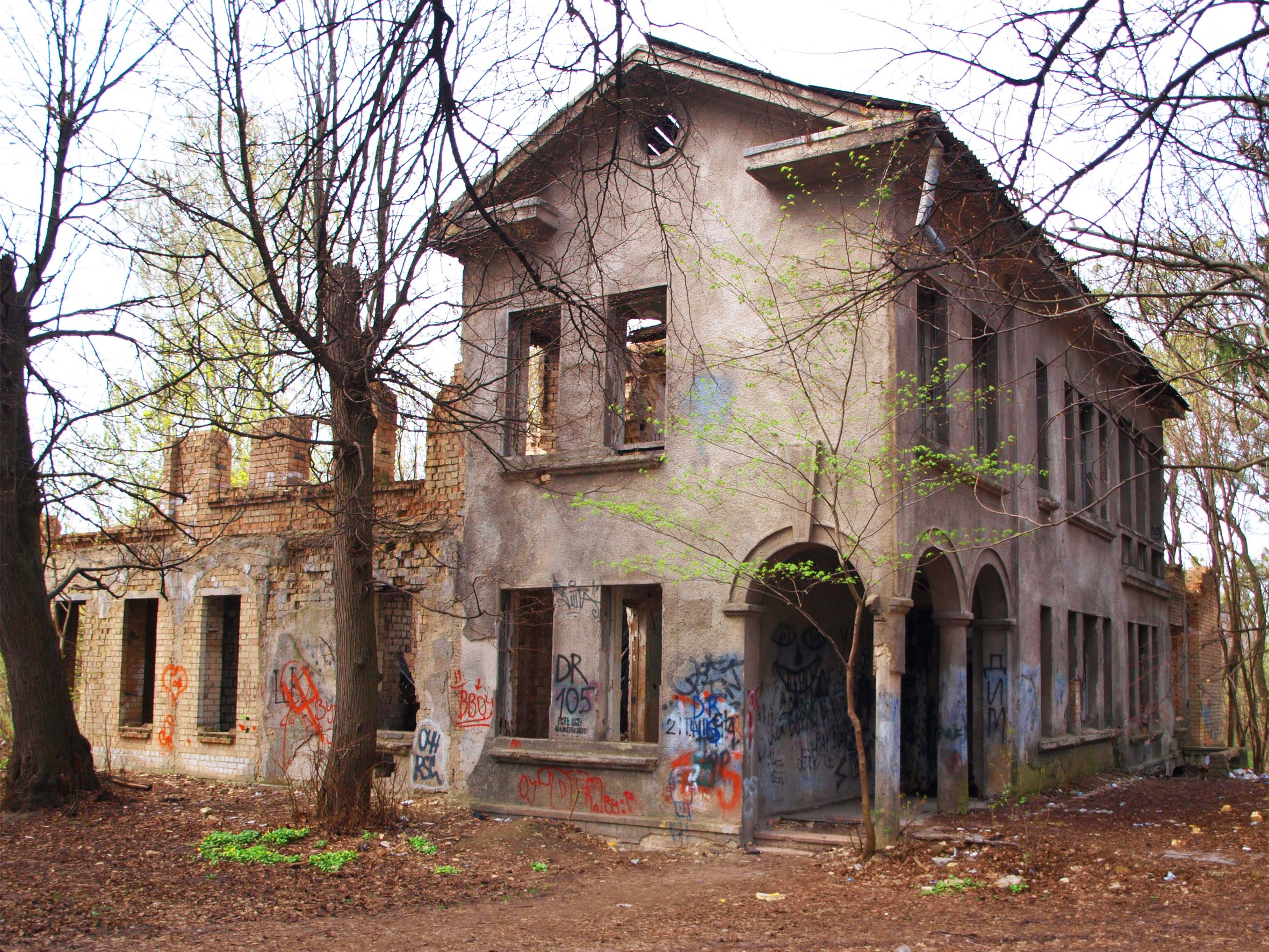
Вандали обвалили другий поверх ближньої дачі

Після повернення у 1934 році Києву статусу столиці постало питання облаштування резиденції вищого компартійно-радянського керівництва України. Для спецдачі обрали Васильчиківську дачу, яку обнесли п'ятиметровим парканом-муром. Упродовж 1935—1936 років тут за проєктом архітектора Сергія Григор'єва збудували дачний комплекс, який складався з двох двоповерхових кам'яниць з ґанком і терасами, стайні та їдальні.
1936 року на спецдачу переїхав голова уряду УСРР Панас Любченко.
У серпні 1937 року на пленумі Центрального комітету КП(б)У Любченка звинуватили у націоналізмі та контрреволюції. Щоб уникнути катування і респресії, він на дачі застрелив дружину і сам наклав на себе руки.
У наступні роки в урядову дачу вселялись Станіслав Косіор, Лазар Каганович, Микита Хрущов і Дем'ян Коротченко. Зі зміною мешканців мінялися і народні назви дачі — «дача Любченка», «дача Хрущова» тощо.
Спецдачу на Нивках скасували 1962 року. Тоді ж дачну територію, на якій облаштували «Парк імені XXII з'їзду КПРС», передали місту і відкрили для відвідування. 1972 року тепер уже «Комсомольський парк» отримав статус пам'ятки садово-паркового мистецтва.

## Ближня (головна) будівля
Після відкриття парку в ближній будівлі (Берестейський проспект, 82-Б) містився дитячий кінотеатр, спортивна секція важкої атлетики і студія звуко- й відеозапису. На початку 1990-х років об'єкт продали приватним особам. Однак споруда була доведена до аварійного стану.
У травні 2015 року мисливці за металом почали демонтувати залізні труби. Від ударів стіни не витримали і, зрештою, обвалився другий поверх.

## Дальня будівля
Дальня будівля Берестейський проспект, 82-Г) має площу 374 квадратних метрів. Приміщення займало Київське об'єднання музичних ансамблів. У 1990-х років продали приватним особам.

## Інші споруди
Колишні господарські споруди та їдальня використовувались як ресторан і художня школа.

Дальня дача
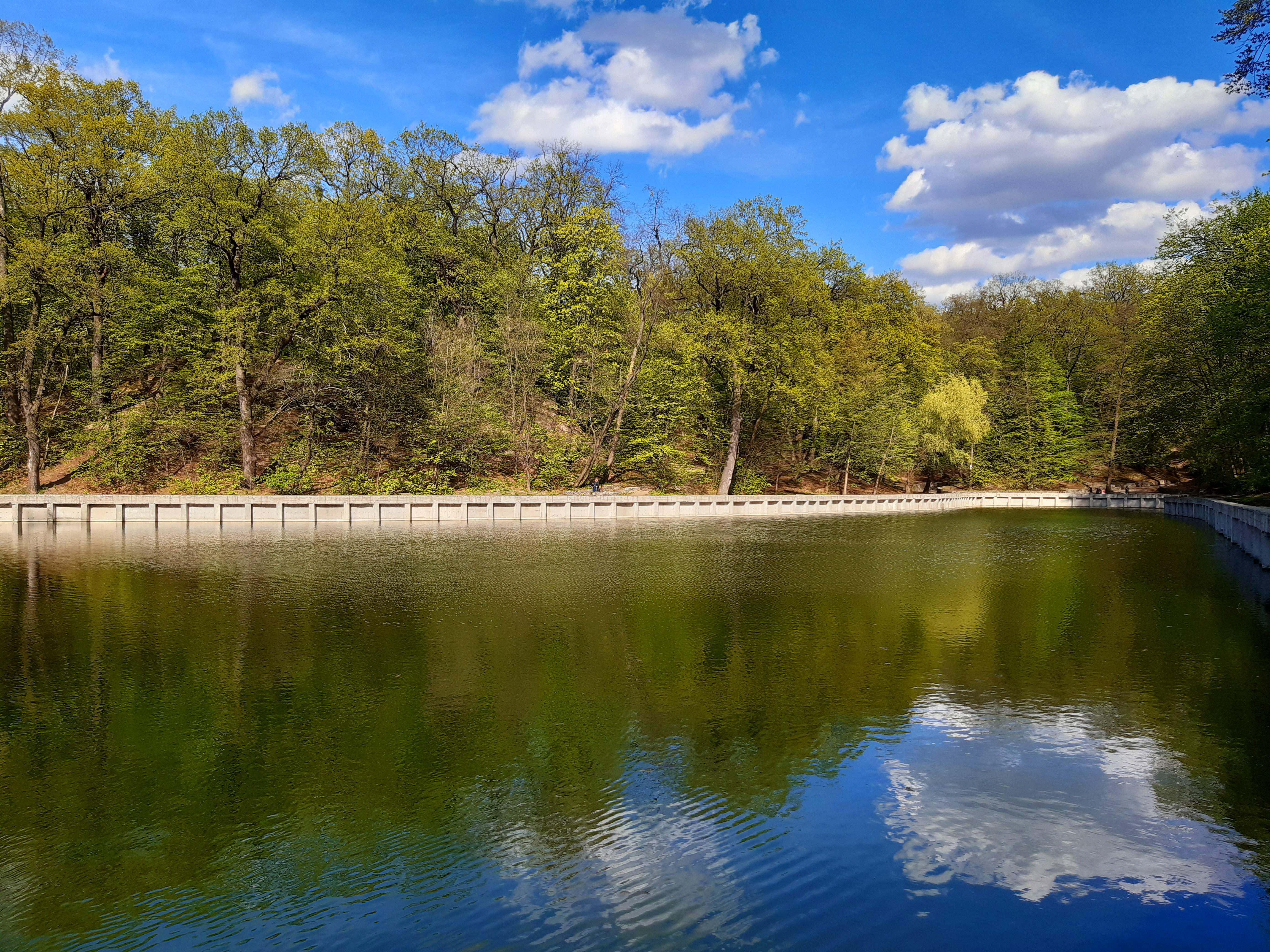
Озеро біля дачі
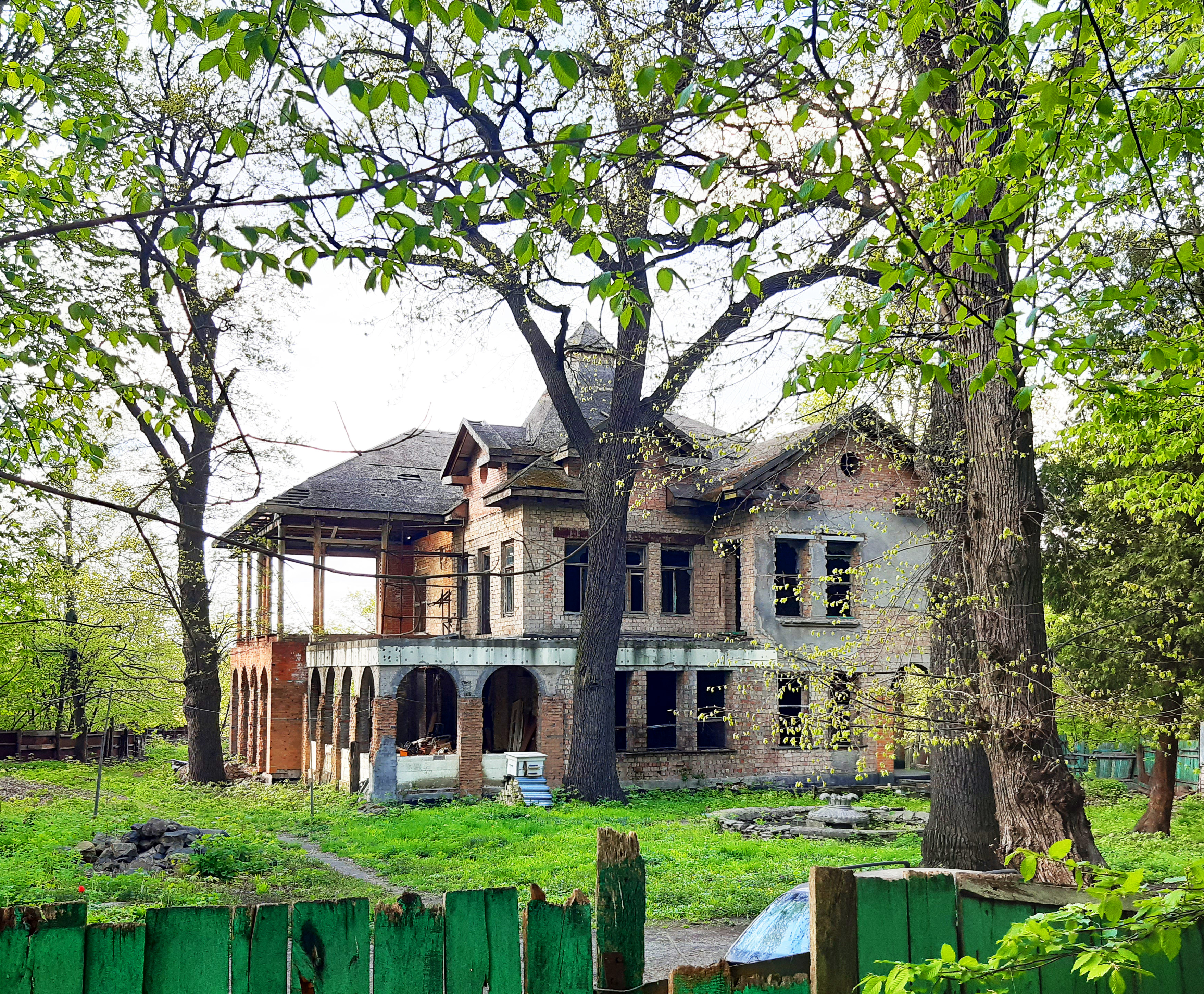
Руїни дальньої дачі
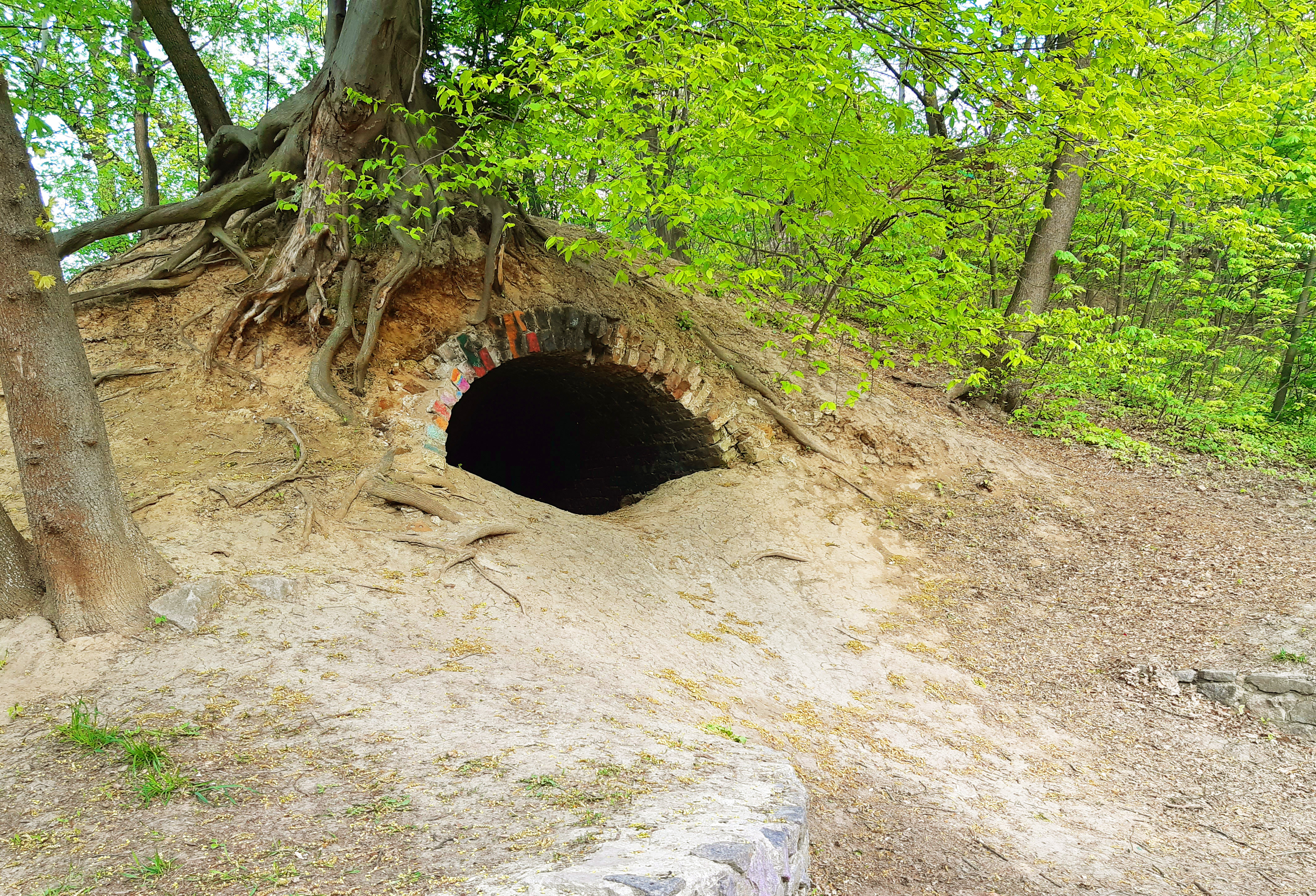
Руїни одного з двох льохів